# Raymond Cazanave
 (avril 2017).
Si vous disposez d'ouvrages ou d'articles de référence ou si vous connaissez des sites web de qualité traitant du thème abordé ici, merci de compléter l'article en donnant les références utiles à sa vérifiabilité et en les liant à la section « Notes et références ».
Raymond Cazanave, né le 23 décembre 1893 à Fleury-d’Aude (Aude) et mort le 10 octobre 1961 à Caunes-Minervois, est un dessinateur et auteur de bande dessinée français.
Il est reconnu comme un maître du dessin au trait noir et blanc, spécialiste des ambiances de mystère.
Avant de consacrer son activité à la bande dessinée, il a d’abord travaillé pour une revue de collectionneurs de timbres. Illustrateur, Raymond Cazanave a fourni, avant-guerre, des récits et des illustrations notamment pour Pierrot et Lisette.
Ses séries principales parurent après 1945 : Prince malgré lui dans Sabord, Le Secret de Monte-Cristo et Le Messager de la reine  dans L'Intrépide ou encore la reprise de Bob Corton dans Vigor. Il est surtout célèbre pour la Capitaine fantôme, écrite par Marijac.

## Biographie
Raymond Guillaume Auguste Cazanave est le fils d’Auguste Jean Joseph Cazanave, un instituteur qui devient quelques années plus tard rédacteur à la sous-préfecture d’Auxerre, où il décèdera après la Grande Guerre. Raymond a un frère écrivain, André Cazanave, auteur de L’Épervier sacré et La Terreur de l’amour, qui fera également carrière comme inspecteur des Postes 
Raymond Cazanave étudie dans l’Yonne où il obtient son brevet. En août 1914, il est mobilisé. Durant la guerre, il est blessé et fait prisonnier. Il se marie en 1919 à Geneviève Marie Robineau avec qui il a une fille. La même année, il est engagé en tant que décorateur à la Société générale transatlantique de Saint-Nazaire où il développe un style plutôt Art déco propre aux années 1920.
En 1922, il part s’installer à Paris où il publie ses premières illustrations et caricatures dans le journal Les Petits Bonshommes, titre de presse enfantine diffusé de 1922 à 1926 en France et en Belgique. Il publie également dans Le Dimanche Illustré, supplément hebdomadaire du journal Excelsior, qui paraît de 1924 à 1944. Dès 1923, toujours dans Les Petits Bonshommes, il conçoit sa première bande dessinée, Cascarin. Il collabore aussi au groupe de presse de Floréal.
Quelque temps après son divorce, il retourne à Auxerre où il devient journaliste pour le quotidien Le Bourguignon. Il y reste plus de 10 ans et y réalise des dessins et des strips en bas de page. En 1931, il rencontre sa seconde épouse et retourne sur Paris.
À compter de 1938, on le retrouve dans le journal Pierrot, hebdomadaire d'inspiration catholique pour jeunes garçons édité par les éditions de Montsouris depuis le 27 décembre 1925. Il y élabore entre 1938 et 1939, Les Aventures de Fifrelin, petit journaliste, mais également Le Beau Voyage d'Henri sur un scénario de Jean Mauclère en 1941 ; suivent la même année, Le Chevalier Mystère, puis Boubou le sportif, jusqu'en 1942.
Après la capitulation de la France en juin 1940, il se rend de nouveau à Paris afin de poursuivre ses activités journalistiques en s’orientant davantage vers l’illustration par sa collaboration au journal Lisette, faisant connaître ainsi sa signature. Dans Lisette, hebdomadaire destiné aux jeunes filles et édité aux éditions de Montsouris depuis 1921, il réalise À Bon Chat bon rat ; Bobette, Bobine et Bobby ; Les Gaietés de la campagne ; Je dis non.
En 1946, Raymond Cazanave entre à l'hebdomadaire Coq Hardi fondé par Marijac (Jacques Dumas, dit) avec qui il collabore pour la première fois. Ce titre est lancé dès novembre 1944 juste après la Libération de la France à Clermont-Ferrand par Marijac qui en est le rédacteur en chef. Ce journal et son rédacteur étaient engagés dans la résistance durant la Seconde Guerre mondiale : Marijac a même recueilli Hergé chez lui après l'invasion de la Belgique par l'Allemagne. Raymond Cazanave y dessine Chasse au corsaire et la série Capitaine Fantôme sur un scénario de Marijac. Il ne délaisse pas pour autant l’illustration en participant à des ouvrages comme Baba Doul, Le Pauvre Tailleur, Auf Gassen Und Wegen, le Roman d’Oliver Twist de Charles Dickens, Nous partons pour l’Amérique.
Raymond Cazanave va aussi collaborer avec le journal Vaillant. C'est un des premiers titres à paraître régulièrement à la Libération. Au départ, il n'est pas créé grâce à l'initiative des communistes mais plutôt dû à l'impulsion de jeunes gens sortant du combat clandestin et compagnons de route des communistes issus du Front Patriotique de la Jeunesse qui est articulé au mouvement résistant communiste, le Front National. Au départ, ils lancent le journal le Jeune Patriote dès octobre 1944, qui va rapidement devenir Vaillant par l'ajout d'un surtitre vaillant, choisit pour faire penser au courage attendu de la jeunesse. Cependant, dans les faits, le journal veut faire concurrence au journal catholique Cœurs Vaillants qui était provisoirement interdit pour avoir continué de paraître pendant l'Occupation. C’est en 1947 que Raymond Cazanave entre au journal Vaillant, sous la direction du rédacteur en chef Jean Olivier et qu’il entreprend des bandes dessinées traitant de la résistance, sujet très patriotique en cette fin de guerre dès la parution du premier numéro le 1er juin 1945 comme le Fifre de Valmi et quelques pages de Fifi, gars du maquis prenant ainsi la suite d’Auguste Liquois.
Après un bref passage dans Cap’taine sabord (Prince malgré lui de 1947-1948, recueil chez Chagor) il réalise des bandes dessinées dans King Kong (le Vautour de minuit en 1948) puis entre par la suite à l’Intrépide. L'Intrépide est un hebdomadaire créé par la Société Parisienne d'Edition (SPE) des frères Offenstadt en 1910. C'est plutôt un hebdomadaire traitant des bandes dessinées d'aventures ou des récits historiques. Raymond Cazanave y réalise successivement Rocambole, l'histoire d'un criminel  inspiré d’après le film de J. de Baroncelli de 1948-1949 mais aussi Le secret de Monte-Cristo (d’après le film  de A. Valentin, adaptation de George Fronval en 1949), Le messager de la reine en 1949-1950 pour les éditions Del Duca, La course au milliard sur un texte de Montaubert en 1951-1954, Surcouf sur un texte de J. Prado en 1951 et enfin Sabre au clair ! sur un texte de L. Bornert en 1952.

### Un style en évolution
Raymond Cazanave est un dessinateur remarquable et admiré par beaucoup. Il est reconnu comme le grand maître du noir et des ombres, des ambiances mystères. Cela se confirme notamment dans un bref article qui lui est consacré, où le journal Coq Hardi le considère comme « un des rares à créer une ambiance de malaise et de suspicion par le seul jeu des formes fantomatiques ».
Raymond Cazanave n’était pas un simple dessinateur qui se conformait au style académique froid. Son trait était un peu lourd, parfois caricatural et manquait sans doute de précision et de justesse. Mais ses graphismes souvent imparfaits pouvaient mieux rendre et avec plus de force des expressions ou des sentiments car il lui était permis des accentuations ou des déformations auxquelles les purs classiques ne se risquaient pas. Ainsi cela donne des graphismes pour une large part convaincants et efficaces dans leur signification. En dépit de cette imprécision, son graphisme demeure tout de même agréable à l’œil et largement expressif.
Son dessin peut donc paraître archaïque, désuet par rapport à celui des graphistes actuels mais il garde tout de même son charme et il est superbe dans ses récits à trames historiques grâce à ses ambiances sombres qui sont en parfaites adéquation avec des séries comme le Capitaine Fantôme ou Le Secret de Monte-Cristo. En effet, l’authenticité historique est quelque chose d’important pour R. Cazanave qui s’applique à  reconstituer minutieusement costumes et décors. Il s’introduit dans le monde de la violence de la flibuste et dans l’ambiance feutrée de la France profonde du XIXe siècle.
Le dessin de Cazanave s’efforce au possible d’épouser fidèlement les contours d’une époque, déployant de ce fait un véritable talent de photographe pour ne pas dire d’archéologue. On peut penser le travail de documentation et de recherche entrepris par l’auteur afin de donner à son dessin un « vérisme » tant au niveau du détail que de la portée historique.
Riche de ses nombreuses expériences sur divers journaux que ce soit dans l’illustration ou dans la bande dessinée, son style évolue au cours de sa carrière. Ainsi, à ses débuts, avant la guerre, son style suivait son époque même si parfois il précédait l’évolution de la BD le conduisant à se forger assez vite, un style très personnel. De l’influence Art Déco, son style s’est donc transformé en un réalisme très noir après-guerre, en passant par une période hachurée. Par exemple, dans Coq Hardi Raymond Cazanave termine Chasse aux Corsaires, un récit de guerre dans lequel il adopte progressivement le graphisme aux jeux d’ombres. Et c’est dans Capitaine Fantôme qu’il revient à la hachure.
Ce dessin très personnel reconnaissable entre tous, fait de Raymond Cazanave un cas exceptionnel dans l’histoire de la BD. A ce moment-là, il est au sommet de son art donnant à ses planches une atmosphère angoissante voire « morbide ».
Venu de l’illustration, il avait aussi un certain sens de la mise en page qu’on peut surtout remarquer dans le Chevalier Mystère publié dans Pierrot. Après la guerre, il adopte une mise en page classique, ceci sans doute à cause des contraintes imposées par les éditeurs qui ne lui ont pas laissé la possibilité de s’exprimer comme il l’aurait souhaité. Par exemple, dans l’Intrépide il est soumis aux six bandes réglementaires par page et à un nombre de vignettes fixé par Del Duca.
On trouve donc une diversité du talent de ce grand auteur qu’est Raymond Cazanave. Que ce soit dans l’humour caricatural ou dans des histoires de flibuste, il a su créer un graphisme original et incomparable. Et bien que sa production soit modeste, elle est tout de même conséquente et mérite intérêt.

### Capitaine Fantôme: l'apogée de la carrière de Cazanave
Dans le contexte d'après-guerre, les lecteurs de bandes dessinées rêvent de voyages lointains, d'aventures exotiques et de héros hauts en couleur. Les récits de flibuste comme Capitaine Fantôme réunissent tous ses critères ainsi qu'un souffle de liberté inspiré par l'idée d'un vaste océan. Dans cette mouvance, on retrouve dans les années 1950 plusieurs auteurs qui se sont inspirés de cette série de Cazanave avec plusieurs héros comme le Capitaine Cormoran de Nortier et Gillon dans le journal Vaillant ; Capitaine Tornade de Claude-Henri dans Zorro mais aussi Surcouf de Charlier et Hubinon dans Spirou.
La série de Capitaine Fantôme débute en 1946 dans le numéro 10 du journal Coq Hardi crée dès la Libération par Marijac qui écrit les scénarios pour Cazanave qui vient juste de débuter au sein du journal avec une courte histoire intitulée La Chasse aux corsaires.
Si le méchant de l'histoire donne son nom à la série, le vrai héros est le chevalier Jean De Veyrac qui prend le nom de Capitaine Centaure pour combattre le pirate cruel et sanguinaire. C'est à la suite de l'assassinat d'un riche exportateur Carlos Cavaleros, suivi du rapt de sa fille, Juanita qui est enlevée par le Capitaine Fantôme pour être vendue comme esclave. C’est à ce moment-là que le jeune chevalier décide de poursuivre le Capitaine Fantôme sur mer mais aussi sur terre notamment en Jamaïque.
A travers cette série, Cazanave signe ici son plus grand chef-d’œuvre : usant de trames et de rayures ainsi que d'un trait noir qu'il souligne pour créer plus de mystères.
Dans le double album intitulé Capitaine Fantôme publié aux éditions Glénat pour les 30 ans de la maison d'éditions, Marijac a écrit la préface et évoque Raymond Cazanave : « J'ai gardé un très bon souvenir de Cazanave et le range parmi les meilleurs spécialistes de la bande dessinée avec lesquels j'ai collaboré : Poivet, Forest, Duteurtre, Gloesner, Le Rallic, Kline, Mathetot, Calvo, Marin, Gaty … Dessinateur moi-même, j'ai toujours cherché les dessinateurs qui collaient le mieux à mes scénarios : Cazanave fut l'un des meilleurs ».

### Une fin de carrière troublée par la censure (les années 1950)
Dans les années 1950, Raymond Cazanave se tourne vers une presse plus orientée pour adultes. Il collabore de temps en temps à la revue Pigalle avec le sous-titre « le digest galant », revue pin-up mensuelle crée le 28 août 1950 aux Éditions du Trapèze à Lyon sous la direction de Fernand Nugue. Cette revue publie des photos de nus mais également des articles sur l'actualité littéraire et cinématographique.
En 1953, Cazanave se tourne vers la revue mensuelle Paris Paradise lancé le 10 février 1953 après l'interdiction de Beauté Magazine en 1952 par les éditions As. Le premier numéro est lancé le 17 février 1953 sous la direction de Pierre Ulysse dans un format plus petit laissant ainsi uniquement place aux nouvelles et aux photos de pin-up. On y retrouve des photoromans dès le numéro 6 mais également des bandes dessinées à suivre notamment Le Secret de Luc Vermont, récit de mousquetaires entourés de jeunes femmes dénudées qui sera publié du numéro 3 au numéro 7.
En 1954, il collabore à la revue Paris Cocktail et Paradise aux Éditions As lancé le 22 décembre 1954 comme suite de Paris Paradise également sous la direction de Pierre Ulysse puis Mme S. Robolin à partir du numéro 52. Cazanave y réalise une bande dessinée policière à suivre, La Villa des Mystères publié du numéro 26 au numéro 31.

### Des œuvres jugées trop osées et censurées
La revue Pigalle la même année de sa création connaît des problèmes de censures. Le 31 mars 1950, la Commission de Surveillance et de Contrôle demande la suppression de la revue mais l'éditeur continu de faire paraître la revue jusqu'au numéro 16 et publie dans le numéro 12 un édito exprimant son agacement concernant la censure dont est victime sa revue.
Le 28 octobre 1954, la Commission de Surveillance et de Contrôle demande l'interdiction de la revue Paris Cocktail et Paradise. Cependant, la parution se poursuit jusqu'au numéro 75 en devenant Paris Cocktail dès le numéro 58 afin d'éviter la suspension de la revue.

### Une reconnaissance a posteriori nuancée
Raymond Cazanave est considéré par certains comme un des meilleurs dessinateurs de la période 1945-1955, époque où l'on vit se développer une véritable école française de la bande dessinée. Cependant, il est encore largement méconnu, même des amateurs de bandes dessinées.
Selon Ange Tomaselli, Cazanave n'est pas reconnu à sa juste valeur. Ses qualités d'artiste s'imposent d'elles-mêmes mais il fait partie des auteurs de bandes dessinées snobés, ignorés de manière générale.
Quand il meurt, aucun média n'a parlé de sa disparition et pendant trente ans personne n’a levé le voile sur sa carrière, mis à part quelques notules et de rares articles. En 1991, un dossier paru dans Le Collectionneur de bandes dessinées a permis de redécouvrir l’homme et son œuvre.

## Œuvres
- Le Messager de la Reine, Éditions Mondiales, Grandes aventures, 1950.
- Le Capitaine Fantôme: Tome 1: Capitaine Fantôme, éditions Glénat, collection Bdécouvertes, 1976.
- Le Capitaine Fantôme: Tome 2: Le Vampire des Caraïbes, éditions Glénat, collection Bdécouvertes, 1977.

Cette série a fait l'objet d'un double album publié aux éditions Glénat en 1999 pour les 30 ans de la maison d'édition.
- Les Mystères de Paris, Tome 1, Prifo, Les grands succès de la bande dessinée, 1977.
- Les Mystères de Paris, Tome 2, Prifo, Les grands succès de la bande dessinée, 1977.

#### Ouvrages généraux relatifs à la bande dessinée
- Alain Beyrand, Catalogue encyclopédique des bandes horizontales françaises dans la presse adulte de 1946 à 1975 de Lariflette à Janique Aimée, Angoulême, Pressibus, 1995, 960 p.
- Henri Filippini, Dictionnaire encyclopédique des héros et auteurs de BD, Grenoble, Glénat/Opera mundi, 1998-2000, 731 p.
- Patrick Gaumer, « Cazanave, Raymond », dans Dictionnaire mondial de la BD, Paris, Larousse, 2010 (ISBN 9782035843319), p. 158-159.
- Bernard Joubert, Dictionnaire des livres et journaux interdits par arrêtés ministériels de 1949 à nos jours, Paris, Éditions du Cercle de la librairie, 2007, 1213p.

#### Revues
- Alain Beyrand, « Raymond Cazanave », Hop, no 18, octobre 1997, p. 49-51
- Alain Beyrand, « R. Cazanave », « Vous avez dit : Cazanave !!! », « Le grenier à B.D. de Hop ! », Hop, no 70, décembre 1978, p. 5-24
- Antoine Sausverd, Léonard de Sa, « Hommage à Cazanave », Le Collectionneur de Bandes dessinées, no 68, automne 1991, p. 22-27
- Antoine Sausverd, Léonard de Sa, « Addenda Raymond Cazanave », Le Collectionneur de Bandes dessinées, no 70, été 1992, p. 43